# Wapen van Zoersel
Het Wapen van Zoersel is het heraldisch wapen van de Antwerpse gemeente Zoersel. Een eerst wapen werd op 3 juni 1913 bij koninklijk besluit  aan de gemeente toegekend, en op 8 november 1989 bij ministerieel besluit met gewijzigde kleuren toegekend.

## Geschiedenis
Zoersel, dat in 1839 was afgesplitst van Westmalle, wenste in 1913 het wapen van de familie Powis (Powis de Tenbossche) - in goud een leeuw van keel -, dewelke de heerlijkheid Westmalle-Zoersel in het verleden als zegel had gebruikt als gemeentewapen te nemen. Na een brief van baron Powis ten Bossche (17 maart 1913) te hebben ontvangen, waarin deze zijn expliciete toestemming gaf het familiewapen als gemeentewapen te gebruiken, werd het wapen bij koninklijk besluit toegekend.
Toen Zoersel in 1977 fusioneerde met Halle, werd besloten om de twee gemeentewapens samen te voegen tot een nieuw wapen voor de fusiegemeente Zoersel. Halle gebruikte sinds 1954 het familiewapen van Ullens de Schooten als gemeentewapen, hetgeen uit twee keer twee identieke kwartieren bestond. In het nieuwe gedeelde wapen werd in de eerste helft de rode leeuw op een vlak van goud van het oude wapen van Zoersel opgenomen en in de tweede helft het tweede en vierde kwartier van het oude wapen van Halle werd opgenomen.

## Blazoen
De blazoenering van het eerste wapen luidt:
In goud een roode leeuw.— Koninklijk Besluit van 3 juni 1913.
Het huidige wapen heeft de volgende blazoenering:
Gedeeld 1. in goud een leeuw van keel 2. doorsneden a. in zilver een keper van keel, vergezeld van drie rietgarven van sinopel, gebonden van goud b. in zilver een adelaar van sabel, gepoot en getongd van keel.— Ministerieel Besluit van 29 juni 1994.

## Verwante wapens

Familiewapen Powis de Tenbossche.
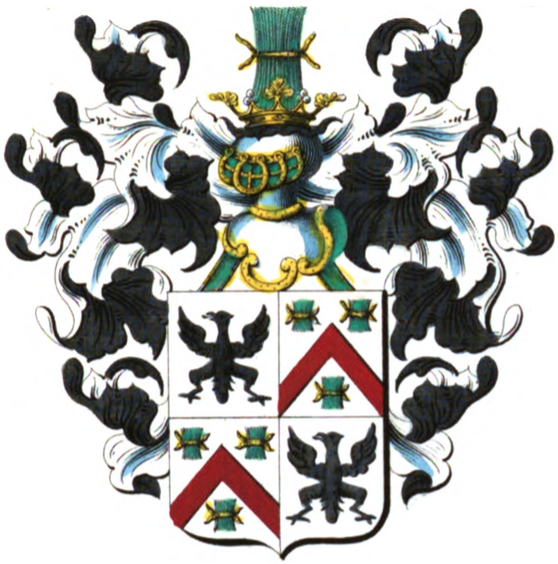
Familiewapen Ullens de Schooten.